# Julio Mañón
Julio Alberto Mañón (San Antonio de Guerra, 10 de junio de 1973) es un lanzador relevista dominicano que actualmente se encuentra lanzando para Bridgeport Bluefish de la Atlantic League of Professional Baseball. 
Fue firmado originalmente como un amateur por los Cardenales de San Luis en 1993. No hizo su debut hasta el 2003 con los Expos de Montreal. Terminó con récord de 1-2 con una efectividad de 4.13 en 23 partidos. Después de la temporada 2003, su contrato fue vendido a los Kia Tigers de la Organización Coreana de Béisbol. Volvió al béisbol en los Estados Unidos en 2006, cuando firmó un contrato de ligas menores con los Orioles de Baltimore el 6 de marzo. Más tarde  terminó con récord de 0-1 con una efectividad de 5.40 en 22 juegos para los Orioles. Se le concedió entonces la agencia libre después de la temporada 2006 el 19 de noviembre. El 5 de junio de 2007, firmó un contrato de ligas menores con los Rojos de Cincinnati. Fue canjeado a los Atléticos de Oakland el 13 de julio para completar un acuerdo anterior que había enviado al lanzador Kirk  Saarloos a los rojos y al lanzador David Shafer a los Atléticos. El lanzador Dan Denham también fue enviado a los Rojos.
El 12 de septiembre de 2008, Mañón firmó con los Long Island Ducks de la Liga del Atlántico después de haber pasado la mayor parte de la temporada 2008 jugando en la organización de los Orioles para el equipo Doble-A, Bowie Baysox. Luego de lanzar el resto de 2008 y todo 2009 para Long Island Ducks, firmó con Sultanes de Monterrey para la temporada 2010. En 2011, firmó un contrato con Vaqueros Laguna en la Liga Mexicana. Los Vaqueros lo colocaron en waivers en junio.
En agosto de 2011, firmó un contrato con el equipo independiente Bridgeport Bluefish.